# NGC 7083
NGC 7083 ist eine Balken-Spiralgalaxie vom Hubble-Typ SBc im Sternbild Indianer am Südsternhimmel. Sie ist schätzungsweise 135 Millionen Lichtjahre von der Milchstraße entfernt.
Das Objekt wurde am 28. August 1826 vom britischen Astronomen James Dunlop entdeckt.